# Rattle and Hum
Rattle And Hum er et album af rockbandet U2 fra 1988

## Sporliste
1. Helter Skelter (Live), 3:07 – er et nummer af rockbandet The Beatles
2. Van Diemen's Land (Live), 3:06
3. Desire, 2:58
4. Hawkmoon 269, 6:22
5. All Along the Watchtower (Live), 4:24 – et Bob Dylan nummer fra albummet "John Wesley Harding " (1967)
6. I Still Haven't Found What I'm Looking For (Live), 5:53 – er et U2-nummer fra albummet The Joshua Tree fra 1987
7. Freedom For My People, 0:38 af B.B. King
8. Silver and Gold (Live), 5:50 – et U2-nummer fra single-albummet Where The Streets Have No Name
9. Pride (In The Name Of Love) [Live], 4:27 – er et U2-nummer fra albummet The Unforgettable Fire fra 1984
10. Angel Of Harlem, 3:49
11. Love Rescue Me, 6:23
12. When Love Comes To Town, 4:14 (U2 & B.B. King)
13. Heartland, 5:02
14. God Part II, 3:15
15. The Star Spangled Banner, 0:43 – et Jimi Hendrix nummer
16. Bullet The Blue Sky (Live), 5:37 – et nummer fra U2-abummet The Joshua Tree
17. All I Want Is You, 6:30